# Elke Luise Barnstedt
Elke Luise Barnstedt (* 18. Februar 1956 in Dernbach) ist eine deutsche Juristin. Sie war von 1999 bis 2010 Direktorin beim Bundesverfassungsgericht und von 2011 bis 2016 Vizepräsidentin für den Bereich Personal und Recht des Karlsruher Instituts für Technologie (KIT).

## Leben
Elke Luise Barnstedt studierte Rechtswissenschaften in Göttingen, wo sie auch nach dem 1980 abgelegten Ersten Staatsexamen bis 1983 als wissenschaftliche Hilfskraft am Institut für Landwirtschaftsrecht tätig war. 1985 legte sie das Zweite Juristische Staatsexamen ab und war anschließend als Akademische Rätin an der Universität Osnabrück tätig. 1988 promovierte sie und trat in den Verwaltungsdienst der Universität Karlsruhe ein. Nach einer mehrmonatigen Tätigkeit als Referentin im Ministerium für Wissenschaft und Forschung in Baden-Württemberg wurde sie im Dezember 1992 zur Stellvertreterin des Kanzlers der Universität Karlsruhe ernannt. Von 1994 bis 1998 war sie Kanzlerin der Universität Konstanz.
Am 1. Januar 1999 wurde sie zur Direktorin beim Bundesverfassungsgericht ernannt. Während ihrer Amtszeit setzte sie die Erhöhung der Zahl der wissenschaftlichen Mitarbeiter um 14 auf 64 durch.
Elke Luise Barnstedt gehörte von 2000 bis 2004 dem Universitätsrat der Universität Mannheim an und war von 2002 bis 2008 Mitglied der Synode der Evangelischen Landeskirche in Baden.
Von Anfang 2011 bis zum 31. Dezember 2016 war sie Vizepräsidentin für Personal und Recht am Karlsruher Institut für Technologie.
Seit 2017 ist Elke Luise Barnstedt stellvertretende Vorsitzende des Auswahlgremiums nach der Verwaltungsvereinbarung zwischen Bund und Ländern gem. Art. 91b Absatz 1 des Grundgesetzes über ein Programm zur Förderung des Wissenschaftlichen Nachwuchses. Dieses Auswahlgremium entscheidet über die Bewilligung von insgesamt 1000 W1-Professuren für Hochschulen. Seit Sommer 2018 ist Barnstedt Mitglied des Hochschulrates der Pädagogischen Hochschule Karlsruhe und seit November 2018 dessen Vorsitzende.

## Schriften
- Was gehen den Staat Ehe und Partnerschaft an? Müller, Heidelberg 2002.
- Die Durchführung der Gemeinsamen Marktorganisationen in der Bundesrepublik Deutschland. VVF, München 1988 (Dissertation).
- Die Verantwortung der Hochschulen für den wissenschaftlichen Nachwuchs, Ordnung der Wissenschaft, 2018, ISSN 2197-9197